# Welsh Cup 1895-96
Welsh Cup 1895–96 var den 19. udgave af Welsh Cup, og turneringen havde deltagelse af 29 hold. Finalen blev afviklet den 6. april 1896 på Council Field i Llandudno, hvor Bangor FC vandt 3-1 over Wrexham AFC og dermed sikrede sig sin anden triumf i Welsh Cup. Klubbens første Welsh Cup-titel blev vundet i sæsonen 1888-89.

## Resultater
Den forrige sæsons semifinalister, Brymbo FC, Chirk AAA FC, Newtown AFC og Wrexham AFC, trådte først ind i turneringen i kvartfinalerne, mens de øvrige 25 klubber i første til tredje runde spillede om de sidste fire pladser i kvartfinalerne.

### Første runde
| Dato   | Kamp                                          | Res.   |
| ------ | --------------------------------------------- | ------ |
|        | Builth FC – Rhayader FC                       | 1–2    |
|        | Cardiff FC – Aberdare FC                      | w.o.   |
|        | Flint FC – Westminster Rovers FC              | 0–1    |
|        | Ironbridge FC – Druids FC                     | [0]2–1 |
|        | Llandudno Swifts FC – Bangor FC               | [0]2–3 |
|        | Market Drayton FC – Wellington Town FC        | 2–2    |
|        | Mold Red Stars FC – Carnarvon Ironopolis FC   | 1–3    |
|        | Oswestry United FC – Llanidloes FC            | 3–0    |
|        | Rhos FC – Wellington St George FC             | 0–3    |
|        | Rogerstone FC – Hereford FC                   | 0–4    |
|        | Wrockwardine Wood FC – Rhostyllen Victoria FC | 2–0    |
| Omkamp |                                               |        |
|        | Wellington Town FC – Market Drayton FC        | 3–1    |

### Anden runde
| Dato   | Kamp                                            | Res.    |
| ------ | ----------------------------------------------- | ------- |
|        | Druids FC – Wrockwardine Wood FC                | 7–0     |
|        | Hereford FC – Rhayader FC                       | w.o.    |
|        | Oswestry United FC – Portmadoc FC               | w.o.    |
|        | Wellington St George FC – Wellington Town FC    | [0]4–2  |
|        | Westminster Rovers FC – Carnarvon Ironopolis FC | [0]w.o. |
|        | Whitchurch FC – Aberystwyth Town FC             | 3–4     |
| Omkamp |                                                 |         |
|        | Wellington Town FC – Wellington St George FC    | 2–6     |

### Tredje runde
| Dato         | Kamp                                     | Res.   |
| ------------ | ---------------------------------------- | ------ |
|              | Aberdare FC – Hereford FC                | 2–4    |
|              | Bangor FC – Westminster Rovers FC        | 1–1    |
|              | Druids FC – Wellington St Georges FC     | 2–2    |
|              | Oswestry United FC – Aberystwyth Town FC | 3–4    |
| Omkampe      |                                          |        |
|              | Wellington St Georges FC – Druids FC     | [0]3–0 |
|              | Westminster Rovers FC – Bangor FC        | 3–1    |
| Anden omkamp |                                          |        |
|              | Druids FC – Wellington St George FC      | [0]0–1 |

### Kvartfinaler
Kvartfinalerne havde deltagelse af de fire hold, der gik videre fra tredje runde, samt forrige sæsons fire semifinalister, Brymbo FC, Chirk AAA FC, Newtown AFC og Wrexham AFC, der først trådte ind i turneringen i kvartfinalerne.
| Dato    | Kamp                                | Res. |
| ------- | ----------------------------------- | ---- |
|         | Brymbo FC – Aberystwyth Town FC     | 2–3  |
|         | Bangor FC – Wellington St George FC | 1–1  |
|         | Hereford FC – Newtown AFC           | 0–0  |
|         | Wrexham AFC – Chirk AAA FC          | 4–0  |
| Omkampe |                                     |      |
|         | Newtown AFC – Hereford FC           | 3–1  |
|         | Wellington St George FC – Bangor FC | 0–4  |

### Semifinaler
Semifinalerne blev spillet på neutral bane.
| Dato   | Kamp                              | Res. | Spillested                 |
| ------ | --------------------------------- | ---- | -------------------------- |
|        | Newtown AFC – Bangor FC           | 1–1  | Racecourse Ground, Wrexham |
|        | Wrexham AFC – Aberystwyth Town FC | 1–0  | Welshpool                  |
| Omkamp |                                   |      |                            |
|        | Newtown AFC – Bangor FC           | 0–3  | Racecourse Ground, Wrexham |

### Finale
| Dato | Kamp                    | Res. | Tilskuere | Spillested               |
| ---- | ----------------------- | ---- | --------- | ------------------------ |
| 6.4. | Bangor FC – Wrexham AFC | 3–1  | 7.000     | Council Field, Llandudno |